# The Lord of the Rings: Return to Moria
The Lord of the Rings: Return to Moria — компьютерная игра в жанре симулятора выживания с элементами крафтинга, разработанная компанией Free Range Games и изданная North Beach Games 24 октября 2023 года. Действие игры происходит в вымышленном мире Средиземья, созданном Дж. Р. Р. Толкиеном, в Четвёртую эпоху, после событий, описанных во «Властелине колец». Игра рассказывает о компании гномов, которые пытаются отвоевать Морию и восстановить давно утраченное древнее королевство Кхазад-Дум.

## Игровой процесс и сюжет
Мир игры создаётся случайно, он генерируется процедурным образом и представляет собой шахты Мории, многие из которых абсолютно тёмные. Игрокам предстоит добывать такие ресурсы, как железо, золото, кварц, драгоценные камни и митрил из трёх гор, а также создавать инструменты, оружие, броню, постройки и ресурсы. Чтобы выжить, игроки должны охотиться и добывать пищу, регулировать сон, температуру, волю и уровень шума, сражаться с орками, пещерными троллями и другими существами, обитающими в темных местах. Игроки также могут строить базы, находить различные древние предметы, включая мечи, светящиеся голубым светом, когда рядом находятся орки, карты, чертежи предметов и магические амулеты, восстанавливать старые шахты, кузницы и залы. Кроме того, в игре встречаются различные пути, перекрытые рунами. Игра также посвящена истории гномов, различных гномьих кланов и последствий гибели Саурона для орков.
Гномы могут быть широко кастомизированы с помощью создателя персонажей. Помимо однопользовательского режима, игрок может организовать «свою Морию», до восьми игроков могли присоединиться к кооперативному мультиплееру в режиме онлайн.
Во вступительном ролике персонаж Гимли ведет за собой компанию гномов, после чего теряет с ними связь у Врат Дурина.

## Разработка
Сюжет, в котором Гимли, возглавляет компанию гномов, отправляющихся в поход, чтобы отвоевать Морию и выковать новые ворота для Минас Тирит, уже упоминалась Толкиеном в приложениях к романам «Властелин колец».
Игра выпущена по лицензии Middle-earth Enterprises. Разработчик, калифорнийская компания Free Range Games, вдохновлялась такими играми, как 7 Days to Die, Stranded Deep, Subnautica, Valheim и The Forest.
Команда провела длительное исследование, организовала командные книжные клубы и консультировалась с экспертами по Толкиену Кори Олсеном, Т. С. Люикартом и Дэвидом Сало. Для создания двухмерных концепт-артов была собрана небольшая команда художников под руководством арт-директора Брэдли Фултона.[8][9] Директор игры Джон-Пол Дюмон заявил, что игра должна «воссоздать приземлённый, реальный мир Средиземья» и что они «объединили эти две идеи: выразительный дизайн персонажей с реалистичными материалами, освещением и анимацией, чтобы создать мир, который кажется реальным, населённым персонажами, полными жизни».[9] В игре также звучит саундтрек из песен, написанных и вдохновлённых Толкиеном.
Джон Рис-Дэвис снова озвучил Гимли.

## Релиз
Игра была впервые представлена 10 июня 2022 года вместе с коротким кинематографическим роликом на выставке Epic Games Summer Showcase 2022. Изначально планировалось, что игра выйдет весной 2023 года. Релиз игры состоялся 24 октября 2023 года для Windows, 5 декабря 2023 года — для PlayStation 5, а 27 августа 2024 года — для Xbox Series X/S.

## Отзывы
| Русскоязычные издания | Русскоязычные издания |
| Издание               | Оценка                |
| --------------------- | --------------------- |
| StopGame.ru           | Похвально             |

В своей рецензии для «Игромании» Лена Пи отметила: «В целом, The Lord of the Rings: Return to Moria — это очень добротная игра в жанре survival crafting, которая гордо стоит в ряду лучших игр по „Властелину колец“, а также в ряду лучших релизов 2023 года».